# 今村兼光
今村兼光（いまむらかねみつ）は、南北朝時代に作られたとされる日本刀（太刀）。日本の重要文化財に指定されており、高知県高知市にある高知県立高知城歴史博物館が所蔵する。

## 概要

### 刀工・長船兼光について
本作は南北朝時代にあたる1336年（建武3年）に、備前長船派（おさふねは）の刀工である兼光によって作られた太刀である。兼光は長船派の祖として知られる光忠から数えて4代目にあたる惣領とされている。初期の作風は父・景光に似た匂本位の肩落互の目や丁子刃（ちょうじば）であったが、後年には当時一世を風靡していた相州正宗の相州伝の作風を取り入れた地刃ともに沸（にえ、地鉄の中にある肉眼で把握できるほどの粒子）の強い覇気ある作風へと変化する。その中でも本作は初期の作品の中でもひときわ古風な造りであり、豪壮な姿と控えめな刃文が特徴とされる。

### 名前の由来
本作の名前の由来は、明治時代の刀剣鑑定家である今村長賀が所持していたことによる。今村長賀は土佐藩出身であり、戊辰戦争従軍後は宮内省御用掛や遊就館取締を経て、臨時全国宝物取調鑑査掛として刀剣の鑑定や全国各地にある古武器の調査に従事していた人物である。本作は元々江戸中期の町奉行として著名な大岡忠相が所持していたものとされており、長賀が本作を入手したのちに主家である山内家へ献上したとされている。なお、山内家には同じく備前長船兼光作の一国兼光が伝来したため、両者の区別のために本作は「大兼光」と呼び習わされていた。
1936年（昭和11年）5月6日には山内豊景侯爵名義にて、国宝保存法に基づく国宝（いわゆる旧国宝）に指定される。その後も山内家に伝来していたが、2004年（平成16年）には土佐山内家宝物資料館所蔵となり保管展示され、同館閉館後は後続施設となる高知県立高知城歴史博物館でも引き続き保管されていた。なお、本作は山内家から県に移管された「山内家史料」約6万7千点の中で唯一の寄託史料であった。しかし、高知城歴史博物館へと変わり保管・展示環境が充実したことを受けて、2018年（平成30年）に土佐山内家19代当主である山内豊功より「県の財産として多くの人に見てもらいたい」と高知県へ寄贈の打診があった。これにより土佐藩初代藩主である山内一豊の命日にあたり9月20日に合わせて山内家より高知県へ寄贈された。

## 作風

### 刀身
造込（つくりこみ）は鎬造（しのぎつくり、平地<ひらじ>と鎬地<しのぎじ>を区切る稜線が刀身にあるもの）であり、棟は庵棟（いおりむね、刀を背面から断面で見た際に屋根の形に見える棟）となっている。刃長（はちょう、刃部分の長さ）は80.6センチメートル、反り（切先から鎺元まで直線を引いて直線から棟が一番離れている長さ）は2.0センチメートルある。反りは腰反りであるが浅く、身幅はあまり広くなく踏ん張りがある。
地鉄は小杢目（もくめ、木材の木目のような文様）詰まり、乱れ映り（刀身に光をかざしてみたときに乱れの様にみえること）立つ。刃文（はもん）は直刃であり、間遠に小丁子と小乱れが交じり小足さかんに交る。
表裏に棒樋を丸止めし、指表には「八幡大菩薩」、指裏には「不動明王種子」と彫刻されている。茎（なかご、柄に収まる手に持つ部分）は生茎（うぶなかご、磨上げを行っていないオリジナルの状態）で目釘穴（刀身と外装を固定する目釘を通す穴）は4ある。

### 用語解説
- 作風節のカッコ内解説および用語解説については、個別の出典が無い限り、刀剣春秋編集部『日本刀を嗜む』に準拠する。

1. ↑  「造込」は、刃の付け方や刀身の断面形状の違いなど形状の区分けのことを指す[9]。
2. ↑  「地鉄」は、別名で鍛えや地肌とも呼ばれており、刃の濃いグレーや薄いグレーが折り重なって見えてる文様のことである[10]。これらの文様は原料の鉄を折り返しては延ばすのを繰り返す鍛錬を経て、鍛着した面が線となって刀身表面に現れるものであり、1つの刀に様々な文様（肌）が現れる中で、最も強く出ている文様を指している[10]。
3. ↑  「刃文」は、赤く焼けた刀身を水で焼き入れを行った際に、急冷することであられる刃部分の白い模様である[11]。焼き入れ時に焼付土を刀身につけるが、地鉄部分と刃部分の焼付土の厚みが異なるので急冷時に温度差が生じることで鉄の組織が変化して発生する[11]。この焼付土の付け方によって刃文が変化するため、流派や刀工の特徴がよく表れる[11]。